# Gerald Edwin Hamilton Barrett-Hamilton
Gerald Edwin Hamilton Barrett-Hamilton (* 18. Mai 1871 in Ahmednuggur, Indien; † 17. Januar 1914 in Südgeorgien) war ein irisch-britischer Zoologe und Meeresbiologe.

## Leben
Barrett-Hamilton wurde als Sohn von Samuel Barrett-Hamilton und Laura Emilia Thompson in Indien geboren. 1874 kehrte die Familie in ihre irische Heimat zurück und ließ sich in der Grafschaft Wexford nieder. Barrett-Hamilton absolvierte zunächst die Harrow School und dann den Tripos in den Naturwissenschaften am Trinity College in Cambridge, den er 1894 mit der Auszeichnung 1st Class abschloss. Die Sommerferien verbrachte er zu Hause mit Pflanzensammeln und wurde dabei von A. G. More unterstützt. 1896 wurde er als Rechtsanwalt zugelassen, praktizierte jedoch nie. Von 1896 bis 1897 war er Mitglied der Bering Sea Fur Seal Commission. Er wurde in das 5. (Miliz-)Bataillon der Royal Irish Rifles berufen, wo er am 3. März 1897 zum Captain und 1905 zum Major befördert wurde. Nach dem Ausbruch des Zweiten Burenkrieges wurde er am 28. Februar 1900 zum Musketierausbilder ernannt und leistete von 1901 bis 1902 aktiven Dienst in Südafrika. Nach dem Ende des Krieges im Juni 1902 verließ er Kapstadt im September 1902 mit der SS Dunera und kam im Oktober des Jahres in Southampton an. Im August 1903 heiratete er Maud Charlotte Eland, die aus Irland stammte. Aus dieser Ehe gingen sechs Kinder hervor. 1904 wurde er High Sheriff von Wexford und arbeitete später im British Museum of Natural History in London. 1910 wurde Barrett-Hamiltons Bewerbung abgelehnt, Robert Falcon Scott auf der Terra-Nova-Expedition in die Antarktis zu begleiten. Im 1913 wurde er vom Kolonialamt und dem British Museum of Natural History beauftragt, den Walfang und die Robbenjagd auf den Falklandinseln und Südgeorgien zu untersuchen. Während dieser Forschungsexpedition zog er sich eine Lungenentzündung zu und starb am 17. Januar 1914 im Alter von 43 Jahren an plötzlichem Herzversagen.
Barrett-Hamilton beschrieb mehrere Säugetiertaxa, darunter Microtus thomasi, Apodemus draco, Apodemus pallipes, Lepus europaeus creticus, Lepus europaeus cyprius, Lepus timidus ainu, Erinaceus roumanicus, Nyctalus montanus, Plecotus teneriffae, Martes foina mediterranea, Martes martes latinorum, Mustela erminea hibernica, Mustela erminea polaris, Mustela erminea stabilis, Mustela nivalis caucasica, Mustela nivalis pallida und Mustela putorius aureola.
Ferner studierte er die Haus- und Waldmäuse auf der Insel St. Kilda im Nordatlantik, die er Mus muralis und Mus hirtensis nannte, in der Annahme, dass sie sich an Ort und Stelle entwickelt und die Insel auf natürliche Weise über Land oder Eisbrücken kolonisiert hätten. In der Folgezeit erwiesen sich diese Tiere als Inselpopulationen der Haus- und der Waldmaus und gelten somit nicht mehr als gültige Taxa.
Barrett-Hamiltons bekannteste Veröffentlichung ist A History of British Mammals, die zwischen 1910 und 1921 in 21 Teilen erschien. Dieses umfangreiche Werk wurde von Martin A. C. Hinton vom British Museum of Natural History fortgeführt und zunächst von Edward Adrian Wilson, der 1912 zusammen mit Scott in der Antarktis ums Leben kam, und später von Guy Dollman illustriert.
Während seiner Zeit in Südafrika trug er beträchtliche Mengen an Herbarbelegen zusammen, darunter im nordöstlichen Oranje-Freistaat, im westlichen Transvaal sowie im Griqualand West. Einige seiner Pflanzenexemplare befinden sich im Natural History Museum und im Herbarium des Missouri Botanical Gardens. Im Iziko South African Museum in Kapstadt sind Insekten- (aus Vredefort, Oranje-Freistaat), Vögel- und Säugetier-Präparate von ihm aufbewahrt.
2005 stiftete Michael Nesbitt, der Enkel von Barrett-Hamilton, das Major G. E. H. Barrett-Hamilton Memorial Scholarship, mit dem er seinen Großvater und seine Mutter, Geraldine Margaret Barrett-Hamilton Nesbitt, ehren wollte, die als erste Frau in Winnipeg ihr Studium der Zoologie und Chemie mit Auszeichnung abgeschlossen hatte. Barrett-Hamiltons Manuskripte und andere Dokumente wurden 2006 von Michael Nesbitt der University of Manitoba überreicht, wo sie in den Archives & Special Collections aufbewahrt werden.

## Dedikationsnamen
Nach Barrett-Hamilton sind die Korbblütlerarten Osteospermum hamiltonii und Cineraria hamiltonii sowie Ipomoea barrettii aus der Familie der Windengewächse benannt.